# Medaglioni della Cappella Sistina

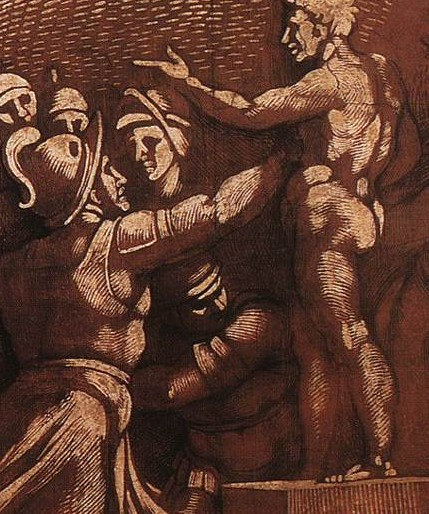
Distruzione del simulacro del dio Baal (dettaglio)

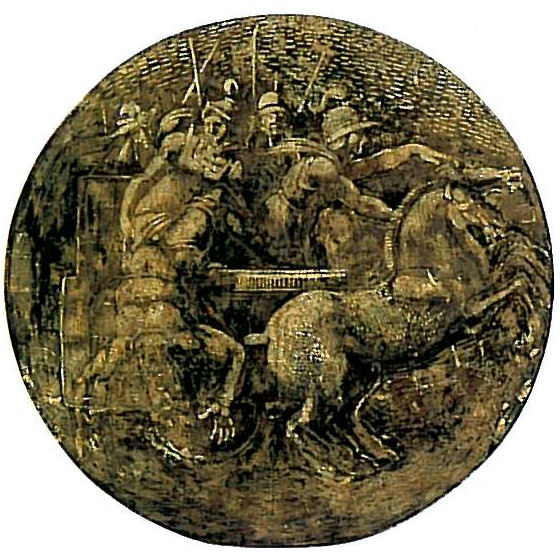
Bidgar che getta il corpo del deposto re Ioram nella vigna di Nabat

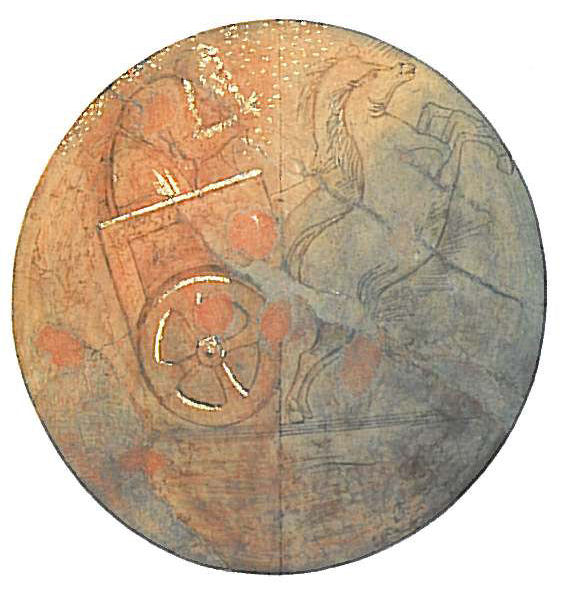
Elia che ascende al cielo su un carro di fuoco

La serie dei medaglioni della Cappella Sistina decora gli spazi tra gli Ignudi nei riquadri minori delle Storie della Genesi nella volta. Vennero realizzati da Michelangelo Buonarroti tra il 1508 e il 1512.

## Storia
Michelangelo dipinse le scene della volta, come è noto, procedendo da est verso ovest, cioè in maniera contraria allo sviluppo delle Storie della Genesi nei riquadri centrali. In particolare avviò a dipingere dalla porzione sopra l'ingresso cerimoniale fino all'altare. Furono necessarie due fasi, per via del ponteggio che copriva metà della cappella e che dovette essere smontato e rimontato. La metà dei lavori doveva essere probabilmente all'altezza originaria della transenna marmorea, più o meno al centro della cappella, di solito indicato in corrispondenza della Creazione di Eva nella quinta campata. La prima fase andò dal 1508 al 1510; la seconda dall'autunno del 1511 all'ottobre del 1512.

## Descrizione e stile
I medaglioni sono dieci, di cui uno non istoriato, ed hanno un diametro variabile tra i 130 e i 140 cm. Essi simulano l'effetto del bronzo, con un uso dell'ocra e della terra bruciata di Siena come toni medi, il tratteggio nero a tempera per le ombre e l'oro zecchino per le lumeggiature, applicato a secco tramite un mordente a base di resine naturali. Sono sostenuti, tramite nastri, dalle rispettive coppie di Ignudi e sono decorati con storie bibliche, di interpretazione non sempre chiarita e in connessione con le storie principali dei riquadri della Genesi e con i rispettivi valori simbolici. 
Ad esempio, vicino alla scena della Separazione della luce dalle tenebre, che allude alla fine dei tempi e il Giudizio Universale, si trovano il Sacrificio di Isacco, prefigurazione della Passione e Crocifissione di Gesù, ed Elia che ascende al cielo su un carro di fuoco, una profezia sull'ascensione.
Dalla parete di ingresso a quella dell'altare si incontrano:
1. Uccisione di Abner da parte di Joab (2 Samuele 3,27[1]) - Joab è della mano di un aiuto
2. Bidgar che getta il corpo del deposto re Ioram nella vigna di Nabat (2 Re 9,21[2]) - Ioram è della mano di un aiuto
3. Uccisione di Uria (2 Samuele 11.16-27[3]) - opera di un aiuto, forse Giuliano Bugiardini
4. Distruzione del simulacro del dio Baal (2 Re 10,25[4]) - mano di un aiuto
5. David davanti al profeta Nathan (2 Samuele 12,1[5]) o Alessandro Magno davanti al gran sacerdote di Gerusalemme
6. Distruzione della tribù di Acab, seguace di Baal (2 Re 10,17[6]) o Morte di Nicanor
7. Morte di Assalonne (2 Samuele 17,9[7])
8. Medaglione non istoriato
9. Sacrificio di Isacco (Genesi 22,9[8])
10. Elia che ascende al cielo su un carro di fuoco (2 Re 11[9])

## Galleria d'immagini

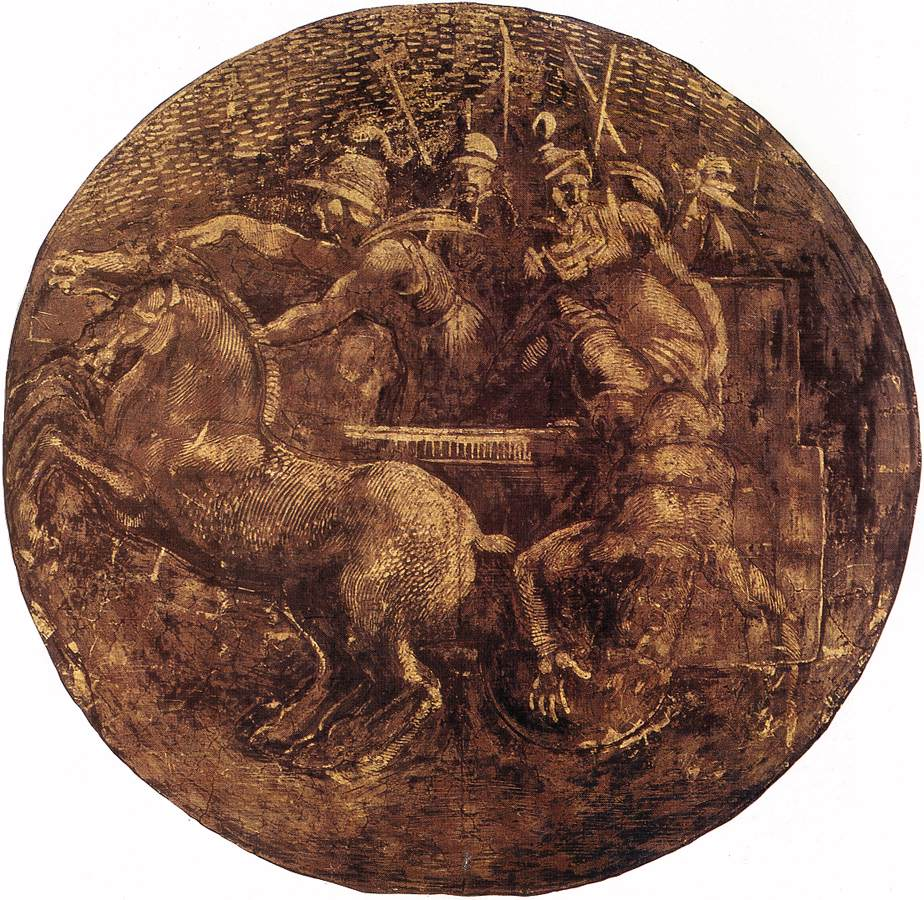
Bidgar che getta il corpo del deposto re Ioram nella vigna di Nabat
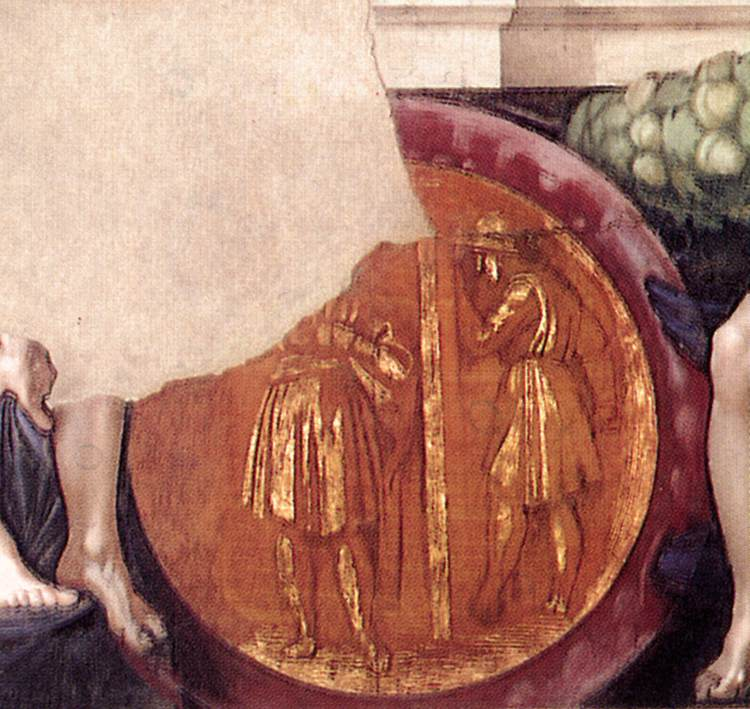
Uccisione di Abner
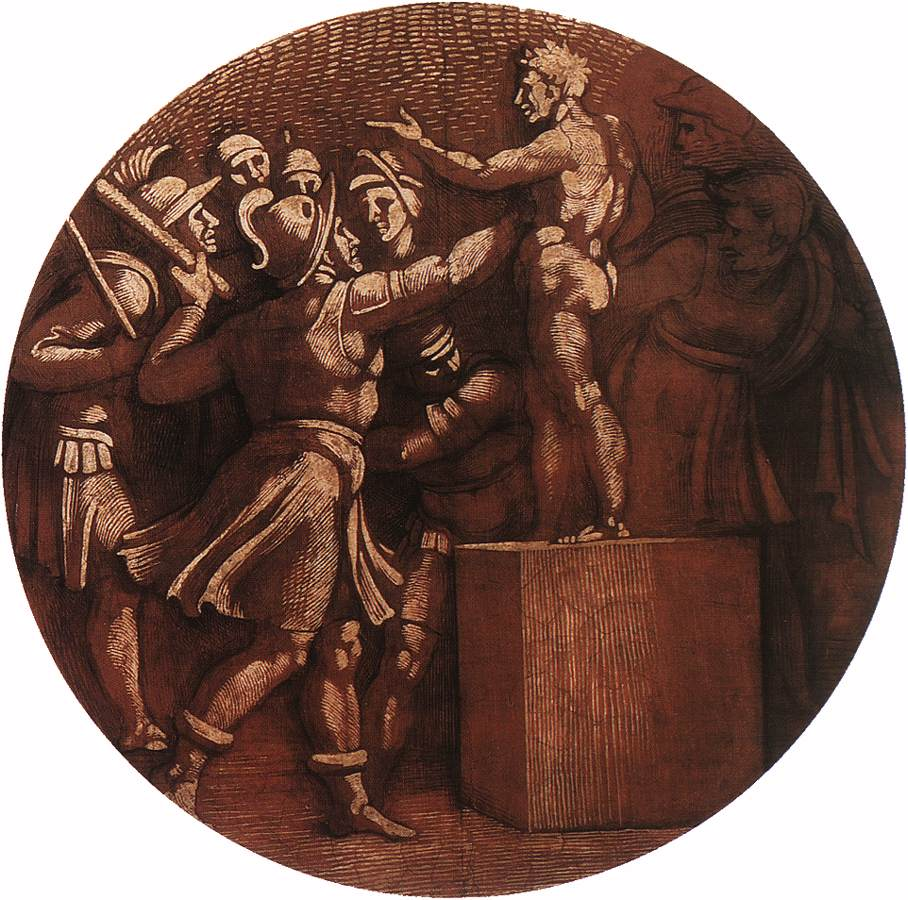
Distruzione del simulacro del dio Baal
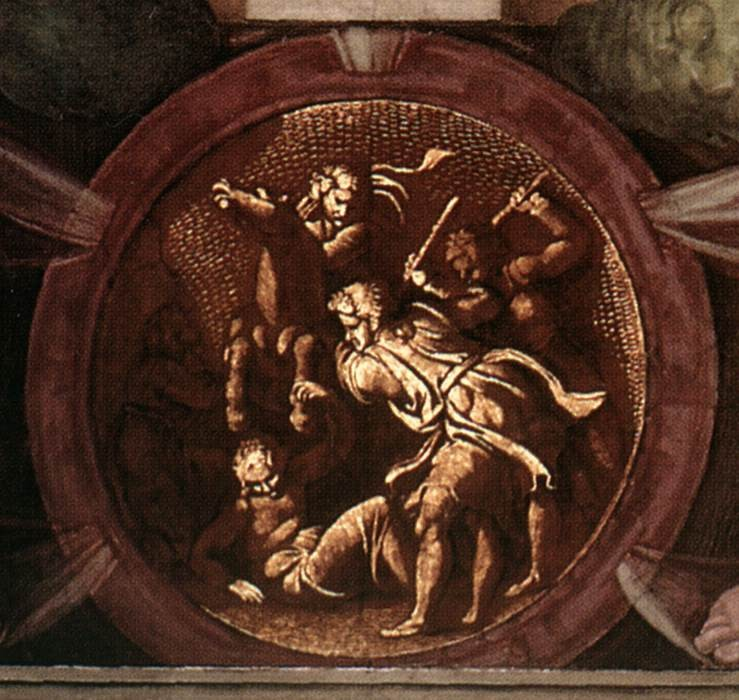
Uccisione di Uria
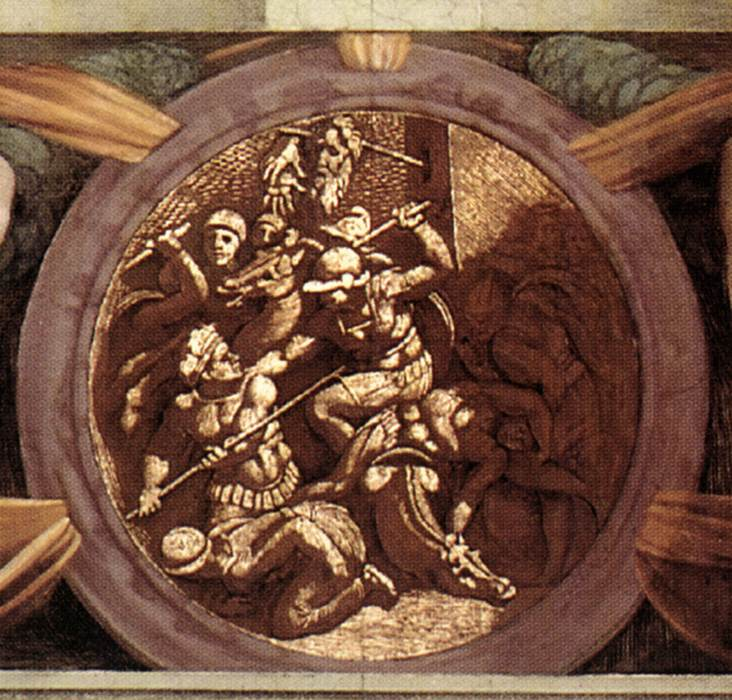
Distruzione della tribù di Acab, seguace di Baal o Morte di Nicanor
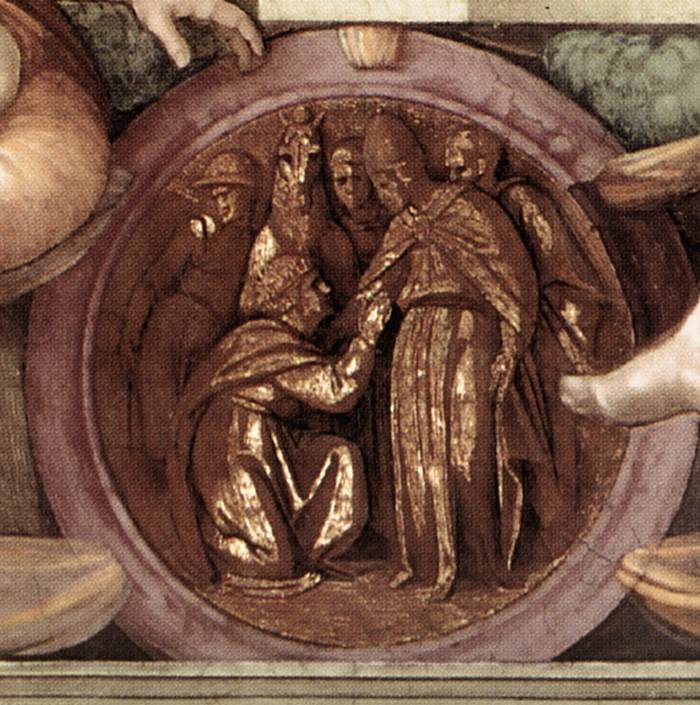
David davanti al profeta Nathan o Alessandro davanti al gran sacerdote di Gerusalemme
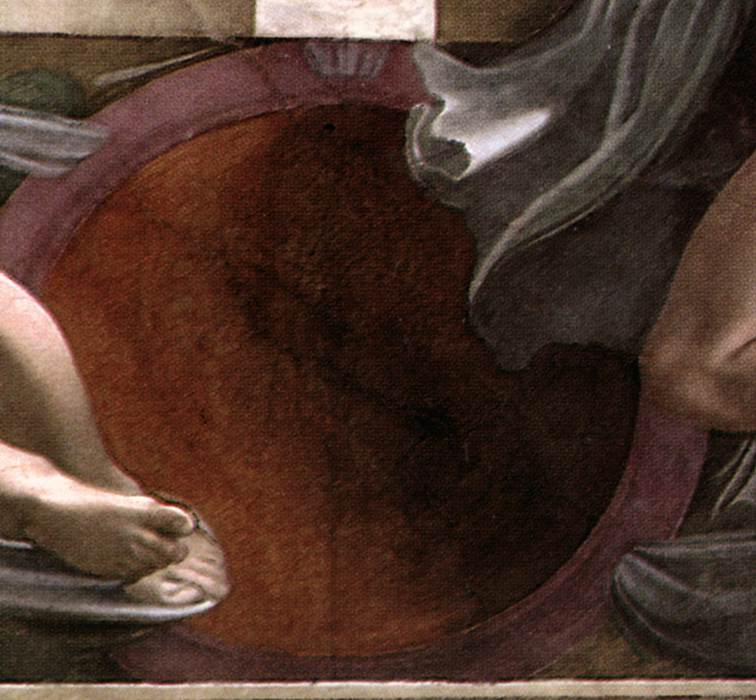
Medaglione vuoto
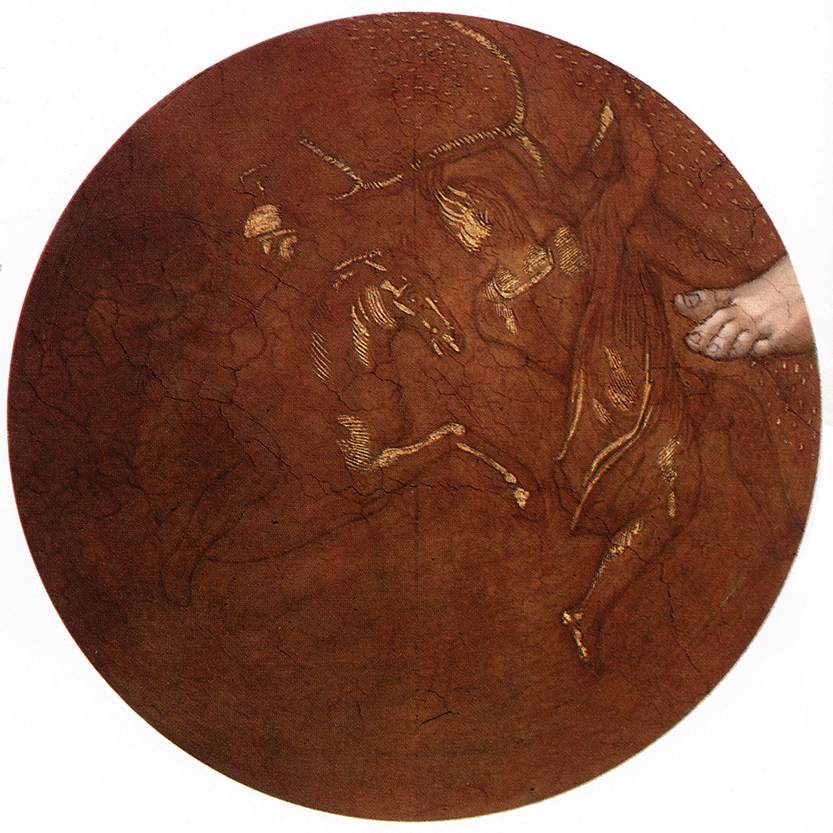
Morte di Assalonne
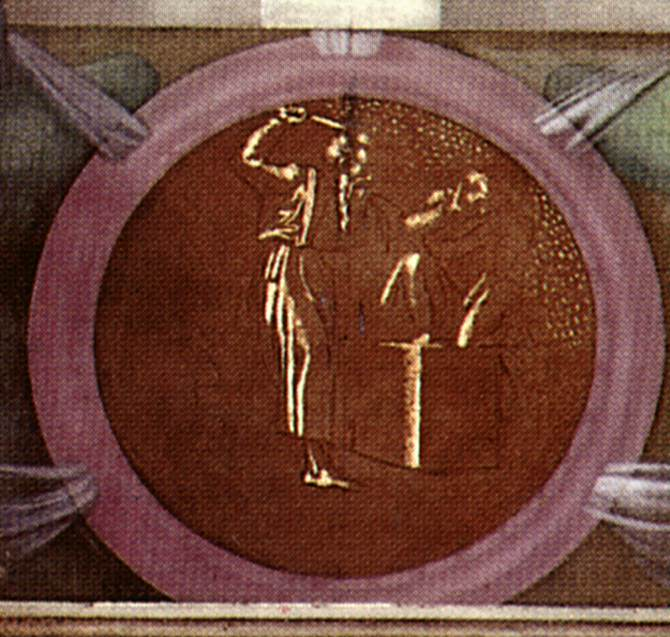
Sacrificio di Isacco
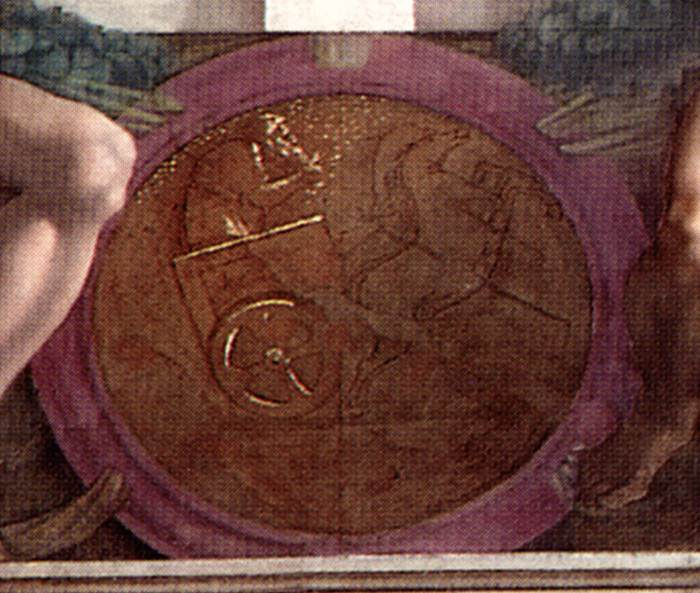
Elia che ascende al cielo su un carro di fuoco